# Travis d’Arnaud
Travis E. d’Arnaud (ur. 10 lutego 1989) – amerykański baseballista występujący na pozycji łapacza w Tampa Bay Rays.

## Przebieg kariery
Travis d’Arnaud został wybrany w 2007 roku w pierwszej rundzie draftu z numerem 37. przez Philadelphia Phillies i do 2009 grał w klubach farmerskich tego zespołu. W latach 2010–2012 był zawodnikiem organizacji Toronto Blue Jays. W grudniu 2012 w ramach wymiany zawodników przeszedł do New York Mets, w którym zadebiutował 17 sierpnia 2013 w meczu przeciwko San Diego Padres.
25 sierpnia 2013 w spotkaniu z Detroit Tigers rozegranym na Citi Field zdobył pierwszego home runa w MLB. 5 maja 2019 został zawodnikiem Los Angeles Dodgers, a pięć dni później przeszedł do Tampa Bay Rays.